# Rudolf Pytlík
Rudolf Pytlík (6. srpna 1911 – 22. listopadu 1983) byl český a československý politik Československé sociální demokracie, později Komunistické strany Československa, a poúnorový poslanec Národního shromáždění ČSR.

## Biografie
Za druhé světové války byl po pět a půl roku vězněn v koncentračním táboře, kde se poznal s Antonínem Zápotockým. V roce 1948 se uvádí jako krajský tajemník krajské odborové rady a místopředseda krajského výboru ČSSD. Bydlel v Hradci Králové. Během únorového převratu v roce 1948 patřil k frakci, která v sociální demokracii převzala moc, stranu proměnila na loajálního spojence komunistického režimu a ještě během roku ji sloučila s KSČ.
Ve volbách v roce 1948 byl zvolen do Národního shromáždění za ČSSD ve volebním kraji Hradec Králové. V červnu 1948 přešel v souvislosti se splynutím ČSSD s KSČ do poslaneckého klubu komunistů. V parlamentu zasedal do konce funkčního období, tedy do voleb v roce 1954.